# ASB Classic 2023
ASB Classic 2023 byl společný tenisový turnaj na profesionálních okruzích mužů ATP Tour a žen WTA Tour, hraný v areálu ASB Tennis Centre na otevřených dvorcích s tvrdým povrchem GreenSet. Dějištěm se stalo největší novozélandské město Auckland. Jednalo se o čtyřicátý pátý ročník mužské části a třicátý šestý ročník ženské poloviny. V letech 2021 a 2022 se jediná novozélandská událost v této úrovni tenisu nekonala kvůli pandemii covidu-19.
Mužský turnaj dotovaný 713 495 dolary patřil do kategorie ATP Tour 250. Ženská část s rozpočtem 259 303 dolarů se řadila do kategorie WTA 250. Nejvýše nasazenými singlisty se stali třetí hráč světa Casper Ruud z Norska a americká světová sedmička Coco Gauffová. V důsledku invaze Ruska na Ukrajinu na konci února 2022 řídící organizace tenisu ATP, WTA a ITF s grandslamy rozhodly, že ruští a běloruští tenisté mohli dále na okruzích startovat, ale do odvolání nikoli pod vlajkami Ruska a Běloruska.
Šestnáctou singlovou trofej na okruhu ATP Tour vyhrál Francouz Richard Gasquet. Ve 36 letech se stal nejstarším šampionem turnaje. Třetí singlový titul na okruhu WTA Tour vybojovala 18letá Američanka Coco Gauffová. Vítězi mužské čtyřhry se stali Chorvati Nikola Mektić a Mate Pavić, kteří si připsali patnáctý párový titul. Ženskou deblovou soutěž ovládly Japonka Miju Katová s Indonésankou Aldilou Sutjiadiovou, které si odvezly první společnou trofej.

## Rozdělení bodů a finančních odměn

### Rozdělení bodů
| Soutěž       | Soutěž       | vítězové | finalisté | semifinalisté | čtvrtfinalisté | 16 v kole | 32 v kole | Q  | Q2 | Q1 |
| ------------ | ------------ | -------- | --------- | ------------- | -------------- | --------- | --------- | -- | -- | -- |
| dvouhra mužů | [ 3 ] [ 11 ] | 250      | 150       | 90            | 45             | 20        | 0         | 12 | 6  | 0  |
| čtyřhra mužů | [ 12 ]       | 250      | 150       | 90            | 45             | 0         | —         | —  | —  | —  |
| dvouhra žen  | [ 4 ] [ 13 ] | 280      | 180       | 110           | 60             | 30        | 1         | 18 | 12 | 1  |
| čtyřhra žen  | [ 14 ]       | 280      | 180       | 110           | 60             | 1         | —         | —  | —  | —  |

### Finanční odměny
| Soutěž                                | Soutěž       | vítězové | finalisté | semifinalisté | čtvrtfinalisté | 16 v kole | 32 v kole | Q2      | Q1      |
| ------------------------------------- | ------------ | -------- | --------- | ------------- | -------------- | --------- | --------- | ------- | ------- |
| dvouhra mužů                          | [ 3 ] [ 11 ] | 97 760 $ | 57 025 $  | 33 525 $      | 19 425 $       | 11 280 $  | 6 895 $   | 3 445 $ | 1 880 $ |
| dvouhra žen                           | [ 4 ] [ 13 ] | 34 228 $ | 20 226 $  | 11 275 $      | 6 418 $        | 3 922 $   | 2 804 $   | 2 075 $ | 1 340 $ |
| čtyřhra mužů                          | [ 12 ]       | 33 960 $ | 18 170 $  | 10 660 $      | 5 950 $        | 3 510 $   | —         | —       | —       |
| čtyřhra žen                           | [ 14 ]       | 12 477 $ | 7 000 $   | 4 020 $       | 2 400 $        | 1 848 $   | —         | —       | —       |
| částka ve čtyřhrách je uvedena na pár |              |          |           |               |                |           |           |         |         |

## Dvouhra mužů

### Nasazení
| Stát                         | Hráč                | ATP | Nasazení |
| ---------------------------- | ------------------- | --- | -------- |
| Norsko                       | Casper Ruud         | 3.  | 1.       |
| Spojené království           | Cameron Norrie      | 14. | 2.       |
| Argentina                    | Diego Schwartzman   | 25. | 3.       |
| Argentina                    | Francisco Cerúndolo | 30. | 4.       |
| Kazachstán                   | Alexandr Bublik     | 37. | 5.       |
| USA                          | John Isner          | 41. | 6.       |
| Argentina                    | Sebastián Báez      | 43. | 7.       |
| Francie                      | Adrian Mannarino    | 46. | 8.       |
| Žebříček ATP k 2. ledna 2023 |                     |     |          |

### Jiné formy účasti
Následující hráči obdrželi divokou kartu do hlavní soutěže:
- Ugo Humbert
- Kiranpal Pannu
- Ben Shelton

Následující hráči postoupili z kvalifikace:
- Grégoire Barrère
- Christopher Eubanks
- Jiří Lehečka
- Thiago Monteiro

### Odhlášení
před zahájením turnaje
- Holger Rune → nahradil jej  J. J. Wolf

## Mužská čtyřhra

### Nasazení
| Stát                                                                                  | Hráč              | Stát        | Hráč             | ATP | Nasazení |
| ------------------------------------------------------------------------------------- | ----------------- | ----------- | ---------------- | --- | -------- |
| Chorvatsko                                                                            | Nikola Mektić     | Chorvatsko  | Mate Pavić       | 13. | 1.       |
| Španělsko                                                                             | Marcel Granollers | Argentina   | Horacio Zeballos | 31. | 2.       |
| Itálie                                                                                | Simone Bolelli    | Itálie      | Fabio Fognini    | 44. | 3.       |
| Spojené království                                                                    | Jamie Murray      | Nový Zéland | Michael Venus    | 52. | 4.       |
| Žebříček ATP k 2. lednu 2023; číslo je součtem žebříčkového postavení obou členů páru |                   |             |                  |     |          |

### Jiné formy účasti
Následující páry obdržely divokou kartu do hlavní soutěže:
- Alex Lawson /  Artem Sitak
- Ajeet Rai /  Finn Reynolds

Následující pár nastoupil z pozice náhradníka:
- Sebastián Báez /  Luis David Martínez

### Odhlášení
před zahájením turnaje
- Pedro Martínez /  Jaume Munar → nahradili je  Sebastián Báez /  Luis David Martínez
- Rajeev Ram /  Joe Salisbury → nahradili je  Alexandr Bublik /  John-Patrick Smith

## Ženská dvouhra

### Nasazení
| Stát                             | Hráčka              | WTA | Nasazení |
| -------------------------------- | ------------------- | --- | -------- |
| USA                              | Coco Gauffová       | 7.  | 1.       |
| USA                              | Sloane Stephensová  | 37. | 2.       |
| Kanada                           | Leylah Fernandezová | 40. | 3.       |
| USA                              | Bernarda Peraová    | 44. | 4.       |
| Čína                             | Wang Si-jü          | 50. | 5.       |
| USA                              | Madison Brengleová  | 57. | 6.       |
| Černá Hora                       | Danka Kovinićová    | 60. | 7.       |
| Kanada                           | Rebecca Marinová    | 63. | 8.       |
| Žebříček WTA k 26. prosinci 2022 |                     |     |          |

### Jiné formy účasti
Následující hráčky obdržely divokou kartu do hlavní soutěže:
- Brenda Fruhvirtová
- Sofia Keninová
- Erin Routliffeová
- Venus Williamsová

Následující hráčka nastoupila pod žebříčkovou ochranou:
- Karolína Muchová

Následující hráčky postoupily z kvalifikace:
- Ysaline Bonaventureová
- Nao Hibinová
- Viktória Kužmová
- Rebeka Masárová
- Elena-Gabriela Ruseová
- Katie Volynetsová

## Ženská čtyřhra

### Nasazení
| Stát                                                                                      | Hráčka               | Stát        | Hráčka             | WTA  | Nasazení |
| ----------------------------------------------------------------------------------------- | -------------------- | ----------- | ------------------ | ---- | -------- |
| USA                                                                                       | Caroline Dolehideová | Nový Zéland | Erin Routliffeová  | 63.  | 1.       |
| Japonsko                                                                                  | Eri Hozumiová        | Slovinsko   | Tamara Zidanšeková | 84.  | 2.       |
| Japonsko                                                                                  | Miju Katová          | Indonésie   | Aldila Sutjiadiová | 96.  | 3.       |
| USA                                                                                       | Sophie Changová      | USA         | Angela Kulikovová  | 121. | 4.       |
| Žebříček WTA k 26. prosinci 2022; číslo je součtem žebříčkového postavení obou členů páru |                      |             |                    |      |          |

### Jiné formy účasti
Následující páry obdržely divokou kartu do hlavní soutěže:
- Leylah Fernandezová /  Bethanie Matteková-Sandsová
- Paige Houriganová /  Sachia Vickeryová

Následující pár nastoupil z pozice náhradníka:
- Elisabetta Cocciarettová /  Wang Sin-jü

#### Odhlášení
před zahájením turnaje
- Monique Adamczaková /  Rosalie van der Hoeková → nahradily je  Monique Adamczaková /  Alexandra Osborneová
- Wang Si-jü /  Ču Lin → nahradily je  Elisabetta Cocciarettová /  Wang Sin-jü

## Přehled finále

### Mužská dvouhra
- Richard Gasquet vs.  Cameron Norrie, 4–6, 6–4, 6–4

### Ženská dvouhra
- Coco Gauffová vs.  Rebeka Masárová, 6–1, 6–1

### Mužská čtyřhra
- Nikola Mektić /  Mate Pavić vs.  Nathaniel Lammons /  Jackson Withrow, 6–4, 6–7(5–7), [10–6]

### Ženská čtyřhra
- Miju Katová /  Aldila Sutjiadiová vs.  Leylah Fernandezová /  Bethanie Matteková-Sandsová, 1–6, 7–5, [10–4]